# Fischerprüfung
Durch eine erfolgreich abgelegte Fischerprüfung (auch Angelprüfung, Anglerprüfung, Fischereiprüfung oder Sportfischerprüfung genannt) wird der Nachweis der Sachkunde im Fischen erbracht. Diese Sachkunde wird in vielen Staaten oder Ländern schon aus Natur- und Tierschutzgründen verlangt, um dort fischen zu dürfen.

## Deutschland
Ist sie bestanden, berechtigt sie zur Beantragung des Fischereischeins. Der ist Voraussetzung zum Erwerb eines Fischereierlaubnisscheins (Gewässerschein), der von dem Inhaber des Fischereirechts für das Gewässer ausgestellt wird, an dem man damit legal fischen möchte.
Verfahren und Inhalt der Fischerprüfung sind Ländersache und können daher unterschiedlich sein. Sie erfolgt theoretisch und hat in manchen Bundesländern einen zusätzlichen praktischen Teil.

### Beispiel Nordrhein-Westfalen
Der theoretische Teil besteht aus 60 schriftlichen Fragen aus den 6 Themengebieten:
A. Allgemeine Fischkunde (hierzu zählen Kenntnisse zu Körperbau und Lebensweise der einheimischen Fische sowie Fischkrankheiten),
B. Spezielle Fischkunde (umfasst Artenkenntnis sowie Schonzeiten und -maße),
C. Gewässerkunde und Fischhege,
D. Natur- und Tierschutz,
E. Gerätekunde,
F. Gesetzeskunde.
Das Bestehen des theoretischen Prüfungsteils ist Voraussetzung zur Zulassung zum praktischen Teil. Hier muss der Prüfling im ersten Teil anhand von 49 Bildtafeln der einheimischen Fische, Neunaugen und Krebse eine ausreichende Artenkenntnis nachweisen, im zweiten Teil hat er aus 10 unterschiedlichen Aufgabenstellungen ein bestimmtes Angelgerät für den Fischfang waidgerecht zusammenzubauen und das weitere notwendige Zubehör hinzuzufügen.

### Wirkung
Die bestandene Fischerprüfung gilt grundsätzlich lebenslang.
Die Vorlage des Fischerprüfungszeugnisses ist Voraussetzung für die Beantragung eines Fischereischeins bei der Unteren Fischereibehörde oder Gemeinde-/Stadtverwaltung; die Ausstellung richtet sich nach den Bestimmungen des Bundeslandes, in welchem er ausgestellt wird. Dies betrifft auch die Gültigkeitsdauer, welche je nach Bundesland befristet oder unbefristet (lebenslang) sein kann. Üblicherweise gelten ähnlich dem Jagdrecht Regeln, die nach Fischwilderei, Beschädigung von Wasserbauten oder Einrichtungen der Fischerei oder wasser-, fischerei-, tierschutz- oder naturschutzrechtlichen Verstößen die Versagung, den Widerruf, die Erklärung der – eventuell vorübergehenden – Ungültigkeit oder die Einziehung des Scheins vorsehen, ohne dass das das Zeugnis über die Fischerprüfung erfasst.

## Österreich
In Österreich ist bei der erstmaligen Beantragung einer Fischerkarte die positive Absolvierung der schriftlichen Fischerprüfung nachzuweisen. Gegenstände der Fischerprüfung sind:
- Fischkunde und Fischhege
- Gewässer- und Biotopkunde
- Tierschutz, fischereiliche Praxis, Behandlung der gefangenen Fische
- Rechtsvorschriften (Fischerei-, Wasserrechts-, Naturschutzgesetz, soweit Schutz, Erhaltung und Pflege standortgerechter Lebensgemeinschaften geregelt werden)

Von der Pflicht zur Absolvierung der Prüfung sind unter anderem Personen befreit, die eine einschlägige Berufsausbildung oder eine gleichwertige Ausbildung in einem anderen Bundesland erfolgreich abgeschlossen haben.